# Sussexi spániel
A sussexi spániel Angliában őshonos, igen ritka, erős felépítésű kutyafajta. 1946-ban mindössze két sussexi spánielt regisztráltak a British Kennel Clubnál, és még ennél is kevesebb létezik Amerikában. Eredetileg az angliai Sussex grófságban tenyésztették ki, és használták a sűrű rekettyésben, komótos vadászatokra. Míg más spánielek munka közben csendben maradnak, tőle azt várják, hogy csaholással jelezze, ha nyomra talált.A tapasztalt gazda a kutyája hangszíne alapján még azt is meg tudja mondani, hogy szőrmés vagy szárnyas vadról van-e szó.

## Méret
38–41 cm magas, 18-23 súlyú.

## Élettartam
12-13 év.

## Azonosító jegyek
Dús és sima szőrzet, időjárásálló alsó bundával.A színe ragyogó aranyos májszínű.

## Jelleg
Barátságos természetű.

## Háziállatnak való alkalmassága
Lakásba nem ideális. Erős munkavégző képességű. Könnyű tanítani. Jó kapcsolata a gyerekekkel és más kutyákkal. Gyakori ápolást igényel.